# Livre d'heures de Saint-Omer
Le livre d'heures de Saint-Omer est un livre d'heures à l'usage de la liturgie de la ville de Saint-Omer daté entre 1318 et 1325. Il est dispersé en deux fragments, l'un conservé à la British Library (Add. 36684) et le second à la Morgan Library and Museum de New York (M.754).

## Historique
Le manuscrit contient une prière attribuée au pape Jean XXII datée de 1318 dans l'ouvrage (f.78), ce qui donne une date de début de réalisation de l'ouvrage. Il contient une dédicace à une église de Saint-Omer (f.11), ce qui contribue à sa localisation, de même que l'usage liturgique des prières qui le rapproche de la ville voisine de Thérouanne. L'ouvrage pourrait avoir été réalisé pour une dame, représentée dans le manuscrit à trois reprises et prénommée Marguerite, dont une vie de la sainte patronne est rédigée dans l'ouvrage. Il pourrait avoir été commandé par son mari qui est représenté à trois reprises.
Le manuscrit est démembré en deux parties à une date inconnue. La seconde partie se voit ajouter 5 folios au XVIe siècle. Elle appartient à Mme Théophile Belin au début du XXe siècle qui publie un facsimilé en 1926. Elle croit y voir un livre ayant appartenu à Marguerite de Beaujeu, nièce de Humbert de Beaujeu. Cette hypothèse ne possède pourtant aucune justification dans l'ouvrage en dehors du prénom. Cette partie est acquise par J. P. Morgan, Jr chez un libraire new-yorkais en 1929. La première partie a appartenu à l'écrivain John Ruskin. Elle est acquise par le British Museum en 1902 chez un libraire londonien.

## Description
Ce manuscrit enluminé comporte, pour la partie londonienne, 155 feuillets de 15,3 cm sur 10,5 cm. La partie new-yorkaise 137 feuillets (15,6 × 11 cm).

### Texte
Première partie :
- f. 1v-13v : Calendrier ;
- f. 14-59v : Heures de la Vierge (incomplètes)
- f. 60-75v : les psaumes pénitentielles et litanies
- f. 75v-82v : Hymnes et prières avec des parties en français
- f. 83-124 : Office des morts
- f. 125-155 :  Prières et psaumes

Seconde partie :
- f.1-114 : fin du livre d'heures ;
- f.114-132v. : vie de sainte Marguerite
- f.133-137 : 5 feuillets du XVIe siècle

### Décorations

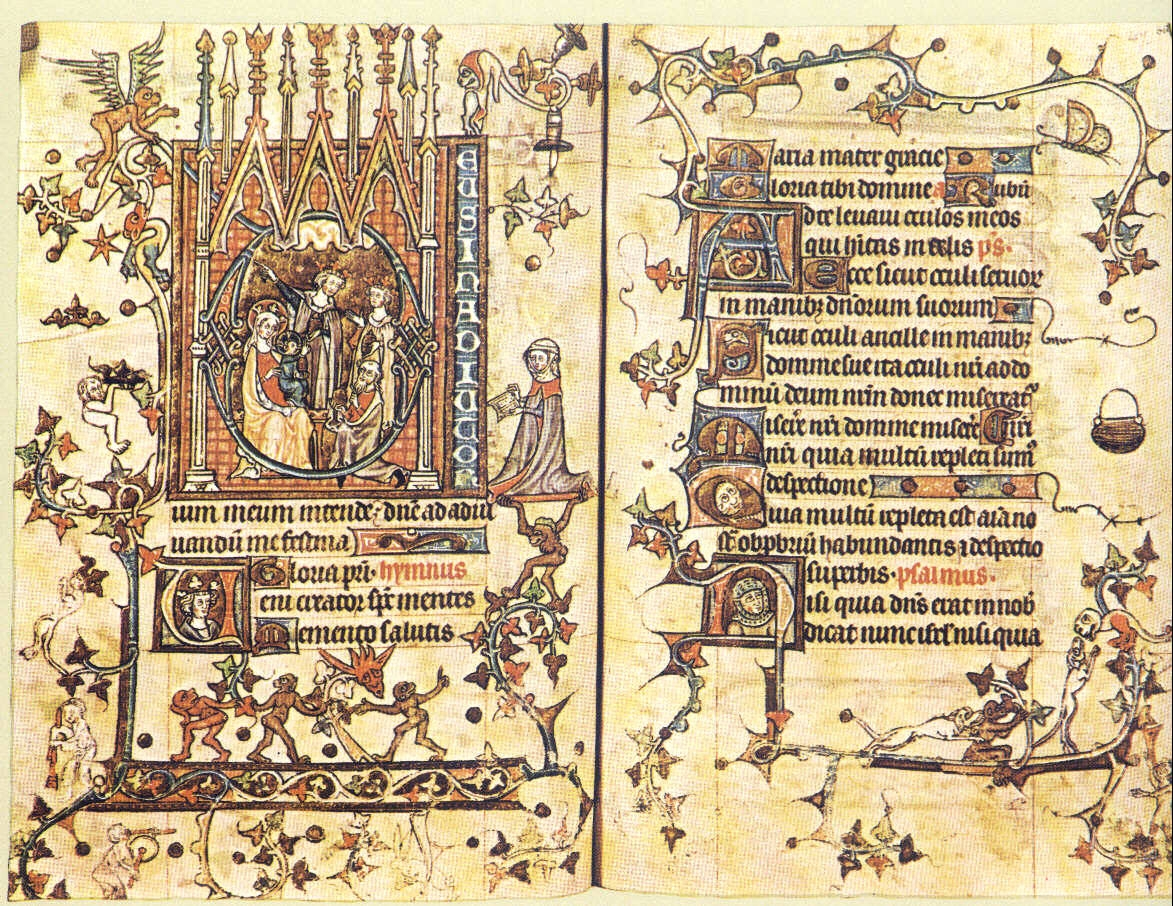
La destinataire du manuscrit devant une miniature de l'adoration des mages.

La partie londonienne contient 10 lettrines historiées et une miniature en pleine page ainsi que de nombreuses décorations dans les marges sous la forme de drôleries. La partie new-yorkaise contient 26 lettrines historiées, 3 miniatures et de nombreuses décorations de marge.
Les lettrines illustrées avec des losanges dorés ornent les pages avec des bordures en forme de lierre stylisé et de piliers ponctuées de personnages grotesques et d'autres figures de drôleries.
Une dame apparaît en marge des feuillets, le plus souvent agenouillée en prières les mains jointes. Dans le petit office de la Vierge, elle est agenouillée dos à la prière de la sixième heure (la  sexte) sur une plateforme soutenue par un singe. En face d'elle, sur la gauche, se trouve une miniature de l'adoration des rois mages devant la Vierge à l'Enfant. On la voit également dans les psaumes pénitentiels affligée devant l'image de la  descente aux Enfers, son livre d'heures ayant glissé à terre. Son petit chien s'approche derrière sans doute pour la consoler. Deux personnages drôlatiques agitent des cloches.